# Ernodes botosaneanui
Ernodes botosaneanui är en nattsländeart som beskrevs av Vaillant 1982. Ernodes botosaneanui ingår i släktet Ernodes och familjen sandrörsnattsländor. Inga underarter finns listade i Catalogue of Life.